# Вобургуэн, Жюльен Фернан
Жюльен Фернан Вобургуэн (фр. Julien-Fernand Vaubourgoin; 29 декабря 1880, Бордо — 25 ноября 1952, Бордо) — французский композитор, органист и музыкальный педагог.
Окончил консерваторию Бордо (1907), ученик Жюля Пеннекена. После этого до конца жизни преподавал в ней широкий круг дисциплин, от сольфеджио до дирижирования, некоторое время был её директором. Жан Периссон, который в совсем юном возрасте консультировался у Вобургуэна, в своих воспоминаниях называет его «всезнающим наставником, если только такое возможно». Среди его учеников, в частности, Анри Барро и Анри Соге, а также его сын Марк Вобургуэн.
Автор опер «Грациоза» и «Жоливетта», трёх балетов, трёх симфоний для органа, многочисленных камерных и вокальных сочинений.
Имя Вобургуэна носит площадь (фр. Place Julien-Fernand Vaubourgoin) в Бордо.